# Średnia droga swobodna
Średnia droga swobodna – średnia droga, jaką przebywa cząstka (także atom lub cząsteczka) poruszająca się w ośrodku materialnym między kolejnymi zderzeniami z cząstkami tego ośrodka. Pojęcie to jest stosowane w bardzo wielu dziedzinach fizyki.

## Zastosowania
- Pojęcie średniej drogi swobodnej odgrywa istotną rolę w badaniu zjawisk dyfuzji i transportu.
- Fizyka ciała stałego wiąże średnią drogę swobodną nośników ładunku z ich ruchliwością, a w konsekwencji z przewodnictwem elektrycznym substancji.
- Średnia droga swobodna elektronów jest też ważnym pojęciem przy badaniu wyładowań elektrycznych w gazach.
- W radiologii mierzy się czasem grubość ośrodka w średnich drogach swobodnych cząstek przenoszących dany rodzaj promieniowania (kwanty gamma, cząstki cząstka alfa itp.). W fizyce cząstek elementarnych używa się w podobny sposób pokrewnego pojęcia drogi radiacyjnej.
- W astronomii rozpatruje się średnią drogę swobodną promieniowania bądź elektronów w ośrodku międzygwiazdowym lub w atmosferze gwiazdy.

### W teorii kinetycznej gazów
Przyjmując model cząsteczek gazu jako sztywnych kulek, można wyznaczyć średnią drogę swobodną tych cząsteczek w określonych warunkach. Jest ona dana wzorem
{\displaystyle {\overline {\lambda }}={\frac {1}{{\sqrt {2}}\,\pi n_{0}d^{2}}},}
gdzie:
{\displaystyle n_{0}} – koncentracja cząsteczek gazu,
{\displaystyle d} – efektywna średnica cząsteczki.
Średnia droga swobodna cząsteczki gazu jest stosowana jako miara jakości próżni. Jest również podstawą definicji próżni w znaczeniu technicznym.
Poniższa tabela prezentuje przykłady drogi swobodnej cząsteczek powietrza
|                   | ciśnienie | koncentracja | {\displaystyle {\overline {\lambda }}} |
| Powietrze         | hPa       | cz./m³       | m                                      |
| ----------------- | --------- | ------------ | -------------------------------------- |
| warunki normalne  | 1013      | 2,7·1025     | 68·10−9                                |
| próżnia kosmiczna | ~10−7     | ~1015        | ~1000                                  |